# Муніципальний стадіон (Бузеу)
Муніципальний стадіон Бузеу — стадіон, розташований у парку Крань, що у Бузеу, Румунія. Наразі він використовується переважно для проведення футбольних матчів і є домашнім стадіоном місцевого футбольного клубу «Глорія». Стадіон збудований у 1936—1942 роках за ініціативи мера Бузеу Стана Сарару. Він зазнав капітального ремонту між 1971 і 1976 роками. У 2007 році стадіон ще раз відремонтували, зробивши трибуни повністю сидячими.